# جيم اوبراين
جيم اوبراين (بالإنجليزية: Jim O'Brien)‏ (28 سبتمبر 1987 في المملكة المتحدة - ) هو لاعب كرة قدم أيرلندي في مركز الهجوم. شارك مع منتخب جمهورية أيرلندا تحت 21 سنة لكرة القدم. أما مع النوادي، فقد لعب مع دندي يونايتد ودونفرملين أثلتيك وسكونثورب يونايتد وكوفنتري سيتي ونادي بارنسلي ونادي سلتيك ونادي ماذرويل ونادي دندي.

## وصلات خارجية
- جيم اوبراين على موقع قاعدة بيانات كرة القدم.إي يو (الإنجليزية)
- جيم اوبراين على موقع Soccerbase.com (لاعب) (الإنجليزية)
- جيم اوبراين على موقع Soccerway.com (الإنجليزية)
- جيم اوبراين على موقع عالم كرة القدم.نت (الإنجليزية)